# Phytobia maai
Phytobia maai är en tvåvingeart som beskrevs av Spencer 1962. Phytobia maai ingår i släktet Phytobia och familjen minerarflugor. Inga underarter finns listade i Catalogue of Life.